# Исткотт, Уильям
Уильям Меррилл Исткотт (англ. William Merrill Eastcott; 22 сентября 1883, Торонто, Канада — 22 августа 1972, Гранд-Рапидс, США) — канадский стрелок, призёр летних Олимпийских игр.
Исткотт участвовал в летних Олимпийских играх в Лондоне в стрельбе из армейской винтовки среди команд. Вместе со своей сборной он занял третье место.